# Pelegrina sabinema
Pelegrina sabinema är en spindelart som beskrevs av Maddison 1996. Pelegrina sabinema ingår i släktet Pelegrina och familjen hoppspindlar. Inga underarter finns listade i Catalogue of Life.